# Championnats du monde de cyclisme sur route 1947
Navigation
Zurich 1946 Valkenburg 1948
Les championnats du monde de cyclisme sur route 1947 ont eu lieu le 3 août 1947 à Reims, sur le circuit automobile de Gueux, en France.

## Résultats
| Épreuves :                          | Or                       | Or              | Argent                | Argent | Bronze                   | Bronze |
| Professionnels                      |                          |                 |                       |        |                          |        |
| Hommes - course en ligne            | Theo Middelkamp Pays-Bas | 7 h 28 min 17 s | Albert Sercu Belgique | + 10 s | Jefke Janssen Pays-Bas   | m.t.   |
| Amateurs                            |                          |                 |                       |        |                          |        |
| Hommes - amateurs - course en ligne | Alfio Ferrari Italie     | -               | Silvio Pedroni Italie | -      | Gerard Van Beek Pays-Bas | -      |

## Tableau des médailles
| Rang  | Nation   | Or | Argent | Bronze | Total |
| ----- | -------- | -- | ------ | ------ | ----- |
| 1     | Italie   | 1  | 1      | 0      | 2     |
| 2     | Pays-Bas | 1  | 0      | 2      | 3     |
| 3     | Belgique | 0  | 1      | 0      | 1     |
| Total | Total    | 2  | 2      | 2      | 6     |